# Liste des ordres, décorations et médailles de Monaco
Les ordres, décorations et médailles de Monaco constituent un système par lequel les citoyens, civils et militaires monégasques sont récompensés pour leur courage, leur réussite ou pour services rendus. Il comprend les ordres honorifiques, les décorations, à titre civil ou militaire et les médailles. Il existe plusieurs distinctions délivrées par le Prince de Monaco.

## Ordres, décorations et médailles en vigueur
Cette liste regroupe par date de création, l'ensemble des ordres, décorations et médailles officielles actuellement décernées par l'État de Monaco.

### Ordres
| Visuel | Ordre                           | Création         | Fondateur             | Éligibilité | Devise                                            | Observations                                                       |
| ------ | ------------------------------- | ---------------- | --------------------- | --- | ------------------------------------------------- | ------------------------------------------------------------------ |
|        | Ordre de Saint-Charles (Monaco) | 15 mars 1858     | Charles III de Monaco | Militaires et civils pour services rendus à l'État ou à la personne du Prince                                                         | Princeps et patria ("Prince et pays" en français) | Modifié le 23 décembre 1966 par Rainier III de Monaco.             |
|        | Ordre de Saint-Charles (Monaco) | 15 mars 1858     | Charles III de Monaco | Militaires et civils pour services rendus à l'État ou à la personne du Prince                                                         | Princeps et patria ("Prince et pays" en français) | Modifié le 23 décembre 1966 par Rainier III de Monaco.             |
|        | Ordre du Mérite culturel        | 31 décembre 1952 | Rainier III de Monaco | Civils toutes nationalités ayant contribué ou influencé intellectuellement dans certains domaines (arts, lettres et science) à Monaco | Aucune                                            |                                                                    |
|        | Ordre du Mérite culturel        | 31 décembre 1952 | Rainier III de Monaco | Civils toutes nationalités ayant contribué ou influencé intellectuellement dans certains domaines (arts, lettres et science) à Monaco | Aucune                                            |                                                                    |
|        | Ordre de Grimaldi               | 18 novembre 1954 | Rainier III de Monaco | Militaires et civils pour mérite et services rendus à l'État ou à la personne du Prince                                               | Aucune                                            | Modifié le 19 juillet 1960, et le 23 décembre 1966 par Rainier III |
|        | Ordre de Grimaldi               | 18 novembre 1954 | Rainier III de Monaco | Militaires et civils pour mérite et services rendus à l'État ou à la personne du Prince                                               | Aucune                                            | Modifié le 19 juillet 1960, et le 23 décembre 1966 par Rainier III |
|        | Ordre de la Couronne            | 20 juillet 1960  | Rainier III de Monaco | Militaires et civils pour mérites éminents                                                                                            | Aucune                                            | Modifié le 23 décembre 1966 par Rainier III                        |
|        | Ordre de la Couronne            | 20 juillet 1960  | Rainier III de Monaco | Militaires et civils pour mérites éminents                                                                                            | Aucune                                            | Modifié le 23 décembre 1966 par Rainier III                        |

### Décorations et médailles
| Visuel        | Ordre                                                   | Création        | Fondateur             | Éligibilité | Observations                                                                             |
| ------------- | ------------------------------------------------------- | --------------- | --------------------- | --- | ---------------------------------------------------------------------------------------- |
|               | Médaille d'honneur                                      | 5 février 1894  | Albert Ier de Monaco  | Militaires et civils pour dévouement ainsi que les services exceptionnels | Modifiée le 20 avril 1925 par Louis II de Monaco, et le 13 novembre 1952 par Rainier III |
| Ruban à créer | Médaille d'honneur                                      | 5 février 1894  | Albert Ier de Monaco  | Militaires et civils pour dévouement ainsi que les services exceptionnels | Modifiée le 20 avril 1925 par Louis II de Monaco, et le 13 novembre 1952 par Rainier III |
|               | Médaille du travail                                     | 6 décembre 1924 | Louis II de Monaco    | Civils pour les bons services des travailleurs | Modifiée du 29 janvier 2007 par Albert II                                                |
| Ruban à créer | Médaille du travail                                     | 6 décembre 1924 | Louis II de Monaco    | Civils pour les bons services des travailleurs | Modifiée du 29 janvier 2007 par Albert II                                                |
|               | Médaille de l'Éducation physique et sportive            | 20 Août 1939    | Louis II de Monaco    | Civils pour performances remarquables, par une pratique continue et exemplaire ou par leur enseignement, contribuent au développement de l'éducation physique et des sports en Principauté. |                                                                                          |
| Ruban à créer | Médaille de l'Éducation physique et sportive            | 20 Août 1939    | Louis II de Monaco    | Civils pour performances remarquables, par une pratique continue et exemplaire ou par leur enseignement, contribuent au développement de l'éducation physique et des sports en Principauté. |                                                                                          |
|               | Médaille de la reconnaissance de Croix-Rouge monégasque | 16 octobre 1950 | Rainier III de Monaco | Militaires et civils pour dévouement et services exceptionnels rendus à la Croix-Rouge sur le plan national ou international                                                                |                                                                                          |
| Ruban à créer | Médaille de la reconnaissance de Croix-Rouge monégasque | 16 octobre 1950 | Rainier III de Monaco | Militaires et civils pour dévouement et services exceptionnels rendus à la Croix-Rouge sur le plan national ou international                                                                |                                                                                          |
|               | Agrafe des services exceptionnels                       | 7 avril 1951    | Rainier III de Monaco | Militaires et civils pour actes de courage ou de dévouement ainsi que les services exceptionnels rendus par des militaires au Prince                                                        | Modifiée le 23 décembre 1966 par Rainier III                                             |
| Ruban à créer | Agrafe des services exceptionnels                       | 7 avril 1951    | Rainier III de Monaco | Militaires et civils pour actes de courage ou de dévouement ainsi que les services exceptionnels rendus par des militaires au Prince                                                        | Modifiée le 23 décembre 1966 par Rainier III                                             |
|               | Médaille du mérite national du sang                     | 30 juillet 1993 | Rainier III de Monaco | Militaires et civils pour dévouement et mérites des donneurs de sang |                                                                                          |
| Ruban à créer | Médaille du mérite national du sang                     | 30 juillet 1993 | Rainier III de Monaco | Militaires et civils pour dévouement et mérites des donneurs de sang |                                                                                          |

## Anciens ordres, décorations et médailles
Cette liste recense les anciennes distinctions officielles accordées par la Principauté de Monaco. Elles sont classées par date de création.

### Anciennes médailles commémoratives
| Visuel        | Ordre                                                            | Création | Fondateur             | Staut               | Éligibilité                                                                                                  | Observations                                                    |
| ------------- | ---------------------------------------------------------------- | -------- | --------------------- | ------------------- | --- | --------------------------------------------------------------- |
|               | Médaille de l'Intronisation du Prince Rainier III                | 1949     | Rainier III de Monaco | N'est plus décernée | Décernée aux personnes ayant participé à l'accession au trône du Prince Rainier III le 9 mai 1949            |                                                                 |
| Ruban à créer | Médaille de l'Intronisation du Prince Rainier III                | 1949     | Rainier III de Monaco | N'est plus décernée | Décernée aux personnes ayant participé à l'accession au trône du Prince Rainier III le 9 mai 1949            |                                                                 |
|               | Médaille du mariage du Prince Rainier III et Grace Kelly         | 1956     | Rainier III de Monaco | N'est plus décernée | Décernée aux invités et aux participants de la cérémonie du 19 avril 1956                                    |                                                                 |
| Ruban à créer | Médaille du mariage du Prince Rainier III et Grace Kelly         | 1956     | Rainier III de Monaco | N'est plus décernée | Décernée aux invités et aux participants de la cérémonie du 19 avril 1956                                    |                                                                 |
|               | Médaille du Jubilé d'argent du Prince Rainier III                | 1974     | Rainier III de Monaco | N'est plus décernée | Décernée aux fonctionnaires pour marquer le jubilé d'argent de l'intronisation du Prince Rainier III         | Médaille célébrant les 25 années de règne du Prince Rainier III |
| Ruban à créer | Médaille du Jubilé d'argent du Prince Rainier III                | 1974     | Rainier III de Monaco | N'est plus décernée | Décernée aux fonctionnaires pour marquer le jubilé d'argent de l'intronisation du Prince Rainier III         | Médaille célébrant les 25 années de règne du Prince Rainier III |
|               | Médaille du 40ème anniversaire du règne du Prince Rainier III    | 1989     | Rainier III de Monaco | N'est plus décernée | Décernée aux fonctionnaires pour marquer le 40ème anniversaire de l'Intronisation du Prince Rainier III      |                                                                 |
| Ruban à créer | Médaille du 40ème anniversaire du règne du Prince Rainier III    | 1989     | Rainier III de Monaco | N'est plus décernée | Décernée aux fonctionnaires pour marquer le 40ème anniversaire de l'Intronisation du Prince Rainier III      |                                                                 |
|               | Médaille du 700ème anniversaire de la dynastie des Grimaldi      | 1997     | Rainier III de Monaco | N'est plus décernée | Décernée en reconnaissance des 700 ans de règne de la dynastie Grimaldi                                      |                                                                 |
| Ruban à créer | Médaille du 700ème anniversaire de la dynastie des Grimaldi      | 1997     | Rainier III de Monaco | N'est plus décernée | Décernée en reconnaissance des 700 ans de règne de la dynastie Grimaldi                                      |                                                                 |
|               | Médaille du Jubilé d'Or du Prince Rainier III                    | 1999     | Rainier III de Monaco | N'est plus décernée | Décernée aux fonctionnaires pour marquer le jubilé d'or de l'intronisation du Prince Rainier III             | Médaille célébrant les 50 années de règne du Prince Rainier III |
| Ruban à créer | Médaille du Jubilé d'Or du Prince Rainier III                    | 1999     | Rainier III de Monaco | N'est plus décernée | Décernée aux fonctionnaires pour marquer le jubilé d'or de l'intronisation du Prince Rainier III             | Médaille célébrant les 50 années de règne du Prince Rainier III |
|               | Médaille de l'Intronisation du Prince Albert II                  | 2005     | Albert II de Monaco   | N'est plus décernée | Décernée pour récompenser les personnes qui ont pris part à la cérémonie de couronnement le 19 novembre 2005 |                                                                 |
| Ruban à créer | Médaille de l'Intronisation du Prince Albert II                  | 2005     | Albert II de Monaco   | N'est plus décernée | Décernée pour récompenser les personnes qui ont pris part à la cérémonie de couronnement le 19 novembre 2005 |                                                                 |
|               | Médaille du mariage du Prince Albert II et de Charlène Wittstock | 2011     | Albert II de Monaco   | N'est plus décernée | Décernée aux invités et aux participants de la cérémonie                                                     |                                                                 |
| Ruban à créer | Médaille du mariage du Prince Albert II et de Charlène Wittstock | 2011     | Albert II de Monaco   | N'est plus décernée | Décernée aux invités et aux participants de la cérémonie                                                     |                                                                 |

## Ordre protocolaire des décorations à Monaco
L'ordre protocolaire de port des décorations officielles françaises susceptibles d'être portées est rapporté sur le site internet du gouvernement monégasque. Par conséquent, l'ordre est comme indiqué ci-dessous :
1. Ordre de Saint-Charles
2. Ordre de la Couronne
3. Ordre de Grimaldi
4. Ordre du Mérite culturel
5. Médaille d'honneur
6. Médaille de la reconnaissance de Croix-Rouge monégasque
7. Agrafe des services exceptionnels
8. Médaille de l'Éducation physique et sportive
9. Médaille du mérite national du sang
10. Médaille du travail
11. Médailles commémoratives